# Otokonoko

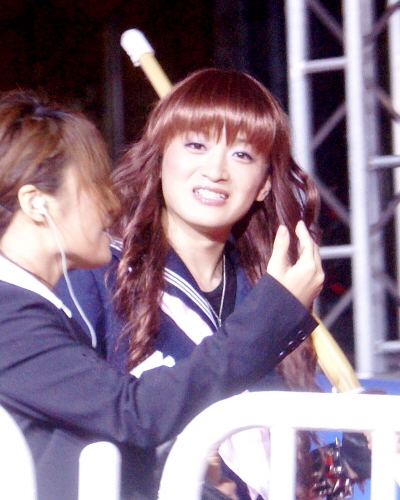
O comediante Yakkun Sakurazuka fazendo cross-dressing de garota colegial.

Na cultura japonesa contemporânea, otokonoko (男の娘 Otoko no ko, "filha-homem"), ou otoko no musume, refere-se a homens que fazem cross-dress de mulher.
O termo originou-se dos mangás japoneses e da cultura da Internet nos anos 2000, mas o conceito reflete um amplo espectro de tradições anteriores e exemplos de drag-wearing por homens no Japão, como os onnagata no teatro kabuki, e na carreira do entretedor cross-dresser Akihiro Miwa. Otokonoko é um jogo com a palavra 男の子, também pronunciada otokonoko e que significa "garoto". Associada à cultura otaku, deu origem a maid cafés dedicados, lojas de moda e uma gama de mídia popular. É frequentemente combinada com o cosplay de personagens fêmeas ficcionais por homens.
O conceito de otokonoko não corresponde a nenhum tipo de identidade sexual ou de gênero: um otokonoko pode ter qualquer orientação sexual.
Por extensão, otokonoko também refere-se a um gênero de mídia e ficção sobre homens cross-dressers, focados em um público masculino. É parte do espectro do entretenimento shōnen (direcionado para jovens garotos) e do seinen (direcionado a jovens homens), e com frequência contém elementos românticos ou eróticos. Personagens otokonoko também começaram a aparecer no entretenimento popular mainstream japonês, como em mangás, animes e vídeo-games.